# Sóc chuột chân xám
Sóc chuột chân xám (Neotamias canipes) là một loài động vật có vú trong họ Sóc, bộ Gặm nhấm. Loài này được V. Bailey mô tả năm 1902. Chúng là loài đặc hữu của tiểu bang New Mexico và Texas (Mỹ).